# Keshav Dutt
Keshav Chandra Dutt (neki izvori mu prezime daju u obliku Datt) (29. prosinca 1925. – kolovoz 1996.) je bivši indijski hokejaš na travi i hokejaški trener. 
Igrao je na mjestu obrambenog veznog igrača.
Osvojio je zlatno odličje na hokejaškom turniru na Olimpijskim igrama 1948. u Londonu igrajući za Indiju. 
Na hokejaškom turniru na Olimpijskim igrama 1952. u elsinkiju igrajući za Indiju je osvojio zlato.
Na hokejaškom turniru na Olimpijskim igrama 1972. u Münchenu je bio trenerom indijske reprezentacije. Osvojio je broncu.

## Vanjske poveznice
- Profil na Database Olympics
- Portret
- Datt padu hokeja u Indiji
- 50 godina OI u Helsinkiju  Arhivirana inačica izvorne stranice od 11. veljače 2005. (Wayback Machine) (fotografija Dutta s kolegom iz reprezentatcije Grahanandanom Singhom
- Profil na Sports-Reference.com  Arhivirana inačica izvorne stranice od 6. siječnja 2009. (Wayback Machine)